# كاي كو
كاي كو (بالصينية: 柯震東) هو مغني وممثل صيني، ولد في 18 يونيو 1991 في تايوان.

## وصلات خارجية
- كاي كو على موقع IMDb (الإنجليزية)
- كاي كو على موقع ميوزك برينز (الإنجليزية)
- كاي كو على موقع قاعدة بيانات الفيلم (الإنجليزية)